# إليزابيث مونرو بوغز
إليزابيث مونرو بوغز (بالإنجليزية: Elizabeth Monroe Boggs)‏ هي كيميائية أمريكية، ولدت في 5 أبريل 1913 في كليفلاند في الولايات المتحدة، وتوفيت في 27 يناير 1996.